# Alkoholfirnis
Als Alkoholfirnis bezeichnet man einen Firnis, für den in der Regel Ethanol (auch Ethylalkohol oder allgemein Alkohol genannt) als Lösungsmittel verwendet wird.
Nach dem Auftragen der Alkoholfirnis verdunstet das Lösungsmittel und das darin gelöste natürliche oder künstliche Harz bildet eine Firnisschicht auf der zu schützenden Oberfläche aus.